# Hedi Honert
Hedi Honert es una cantante y actriz de televisión alemana nacida en 1989, es conocida por sus apariciones en películas románticas basadas en obras de Rosamunde Pilcher.

## Biografía
Nacida en 1989 en Berlin. Honert es hija de Hans-Werner Honert, creció en Berlín, donde se graduó de la escuela secundaria en 2009. Después de varios talleres de actuación, según el método Lee Strasberg, completó su formación actoral en la escuela de actuación "Der Kreis" (Escuela Fritz Kirchhoff), donde recibió su diploma de actuación a finales de 2015.  Al mismo tiempo, asistió a otros talleres actorales, p. según el método de Susan Batson. Honert domina el idioma inglés y francés además de su idioma de nacimiento.
Mientras aún estaba en formación actoral, Honert hizo su debut televisivo en 2012 en la serie de televisión ZDF Einsatz in Hamburg, dirigida por Carlo Rola como Denise Hagen impactando por su belleza y talento. En 2013 estuvo nuevamente frente a la cámara para la película de ZDF The Last Instance, dirigida por Carlo Rola junto a Jan Josef Liefers .
Desde febrero de 2016 hasta abril de 2017 interpretó uno de los papeles principales en la temporada 13 de la telenovela Rote Rosen de ARD, aquí interpretó a la camarera de Nueva York Kim Parker. En la séptima temporada de la serie de televisión ARD Familie Dr. Kleist fue Honert en enero y febrero de 2018 en un papel de serie como el médico asistente Dr. como Dorothee Bender.
En la serie de ZDF Das Traumschiff (2018), Honert interpretó a la controladora de la naviera , Katja Cranz, en el episodio de Hawái.  En la película de apertura de la serie de televisión ZDF "Herzkino" de la temporada 2019/20, Honert asumió el papel principal femenino de la periodista y presentadora de televisión Annabelle Rosewood en la película de Rosamunde Pilcher "Perdido y encontrado" (primera emisión: septiembre de 2019).
En la temporada 12 de la serie de ZDF Die Bergretter (2020), Honert tuvo uno de los papeles principales en el episodio como la hija embarazada de un asistente del teleférico, quien como asesora de gestión es la responsable del cierre de la vía férrea por motivos económicos y del despido de su padre. 

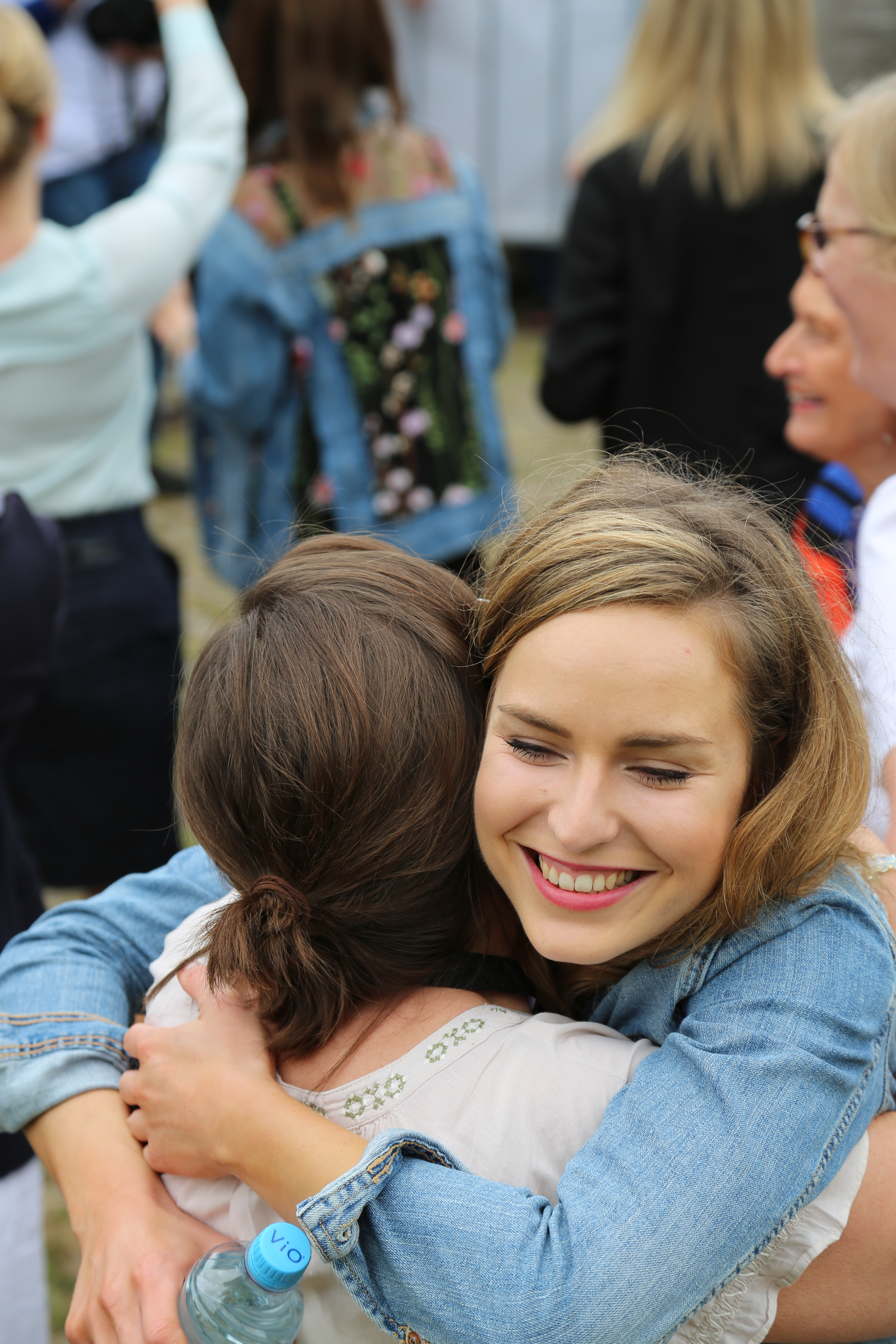
Hedi Honert en 2017

En la segunda película de la serie de televisión ZDF "Herzkino" de la temporada 2020/21, Honert volvió a asumir el papel principal femenino en la adaptación cinematográfica de Rosamunde Pilcher "Los caminos del corazón" (primera emisión: septiembre de 2021) como la inquieta cocinera Alice Davis, que junto con su hermana menor para hacerse cargo de la tradicional destilería familiar.
Es hermana del guionista Max Honert. Honert es miembro de la Asociación Federal de Actuación (BFFS).

## Filmografía
- 2012: Operación en Hamburgo - asesinato a bordo (serie de televisión)
- 2013: La instancia final (película de televisión)
- 2014: Enviado (cortometraje)
- 2015: El retornado (Cortometraje)
- 2016: Papa Bär (película de diploma, coproducción dffb /rbb)
- 2016-2017: Rosas rojas (Serie de TV)
- 2018: Familia Dra. Kleist (serie de televisión)
- 2018: El barco de los sueños : Hawái (Serie de TV)
- 2019: Rosamunde Pilcher : Bombones para el desayuno (Serie de TV)
- 2020: The Mountain Rescuers: What Really Matters (Serie de TV, Episodio 12x01)
- 2021: Rosamunde Pilcher : Heart Runs (Serie de TV)